# Fréthun
Il ne faut pas confondre cette commune avec Fretin, commune du département du Nord.
Fréthun est une commune française située dans le département du Pas-de-Calais en région Hauts-de-France. Ses habitants sont appelés les Fréthunois.
La commune fait partie de la communauté d'agglomération Grand Calais Terres et Mers qui regroupe 14 communes et compte 98 828 habitants en 2021.

## Géographie

### Localisation
Localisée dans le nord du département du Pas-de-Calais, proche de la Manche (4 km) et du cap Blanc-Nez (8 km), Fréthun est une commune située, à vol d'oiseau, à 4 km au sud-ouest de la commune de Calais (chef-lieu d'arrondissement).
Le territoire de la commune est limitrophe de ceux de quatre communes.
Les communes limitrophes sont Coquelles, Nielles-lès-Calais, Bonningues-lès-Calais et Hames-Boucres.

### Géologie et relief
La superficie de la commune est de 7,92 km2 ; son altitude varie de 0  à   60 m.

### Hydrographie
Le territoire de la commune est situé dans le bassin Artois-Picardie.
La commune est traversée par quatre cours d'eau :
- le canal des Pierrettes, d'une longueur de 17,91 km, qui prend sa source dans la commune d'Ardres et se jette dans le canal de Calais au niveau de la commune de Calais[4] ;
- la rivière d'Hames-Boucres, d'une longueur de 9,52 km, qui prend sa source dans la commune de Guînes et termine sa course dans la commune de Coquelles[5] ;
- le watergang du Centre, d'une longueur de 5,79 km, qui prend sa source dans la commune de Saint-Tricat et se jette dans le canal des Pierrettes au niveau de la commune de Calais[6] ;
- le ruisseau de Coquelles, d'une longueur de 1,94 km, qui prend sa source dans la commune de Coquelles et se jette dans la rivière d'Hames-Boucres au niveau de la commune de Coquelles[7].

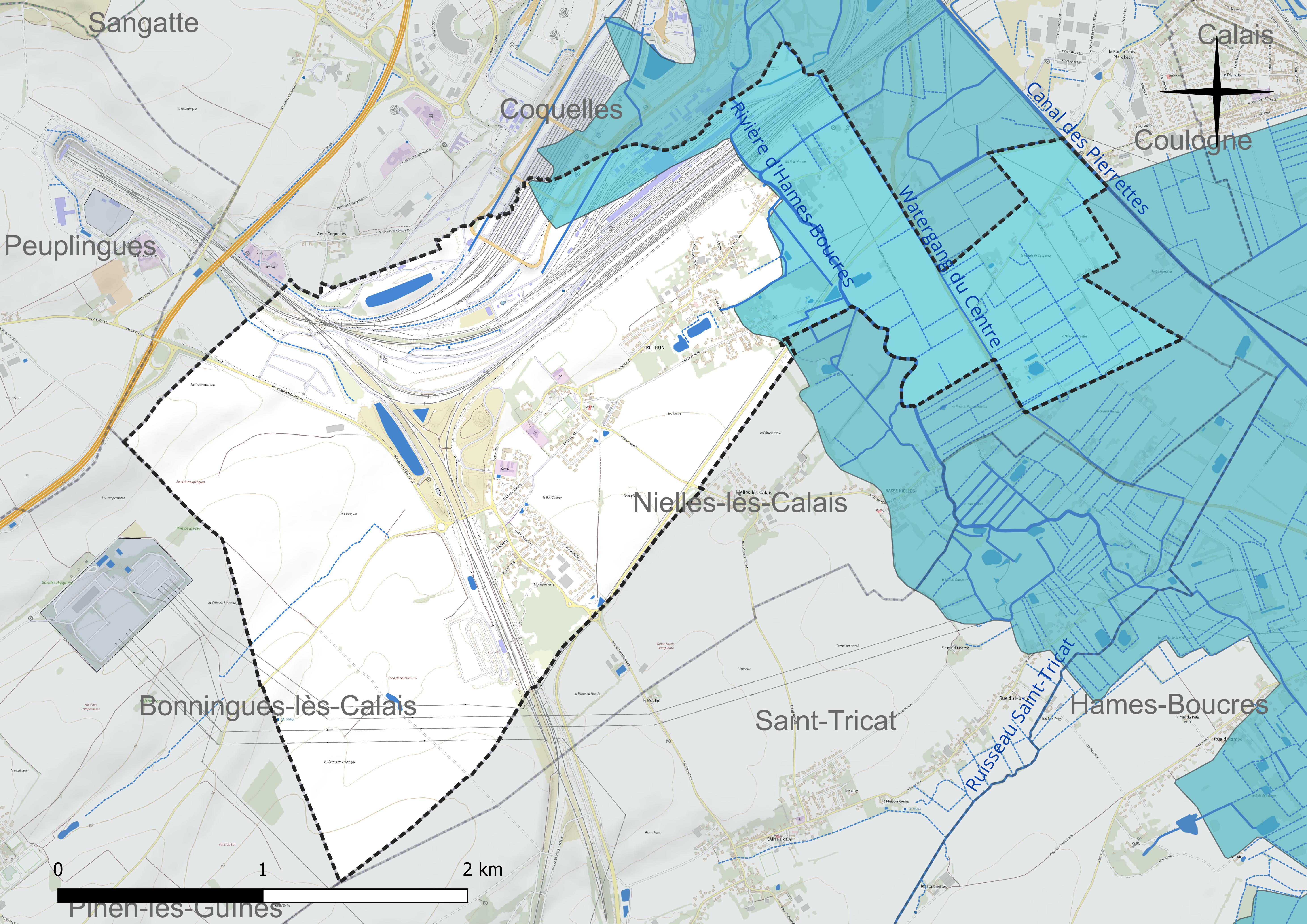
Réseau hydrographique de Fréthun.

### Climat
Pour des articles plus généraux, voir Climat des Hauts-de-France et Climat du Pas-de-Calais.
En 2010, le climat de la commune est de type climat océanique franc, selon une étude du CNRS s'appuyant sur une série de données couvrant la période 1971-2000. En 2020, Météo-France publie une typologie des climats de la France métropolitaine dans laquelle la commune est exposée à un climat océanique et est dans la région climatique Côtes de la Manche orientale, caractérisée par un faible ensoleillement (1 550 h/an) ; forte humidité de l’air (plus de 20 h/jour avec humidité relative > 80 % en hiver), vents forts fréquents.
Pour la période 1971-2000, la température annuelle moyenne est de 10,7 °C, avec une amplitude thermique annuelle de 13,1 °C. Le cumul annuel moyen de précipitations est de 831 mm, avec 12,4 jours de précipitations en janvier et 7,8 jours en juillet. Pour la période 1991-2020, la température moyenne annuelle observée sur la station météorologique la plus proche, située sur la commune de Marck à 10 km à vol d'oiseau, est de 11,0 °C et le cumul annuel moyen de précipitations est de 737,1 mm,. Pour l'avenir, les paramètres climatiques de la commune estimés pour 2050 selon différents scénarios d'émission de gaz à effet de serre sont consultables sur un site dédié publié par Météo-France en novembre 2022.

### Paysages
Pour un article plus général, voir Paysage en France.

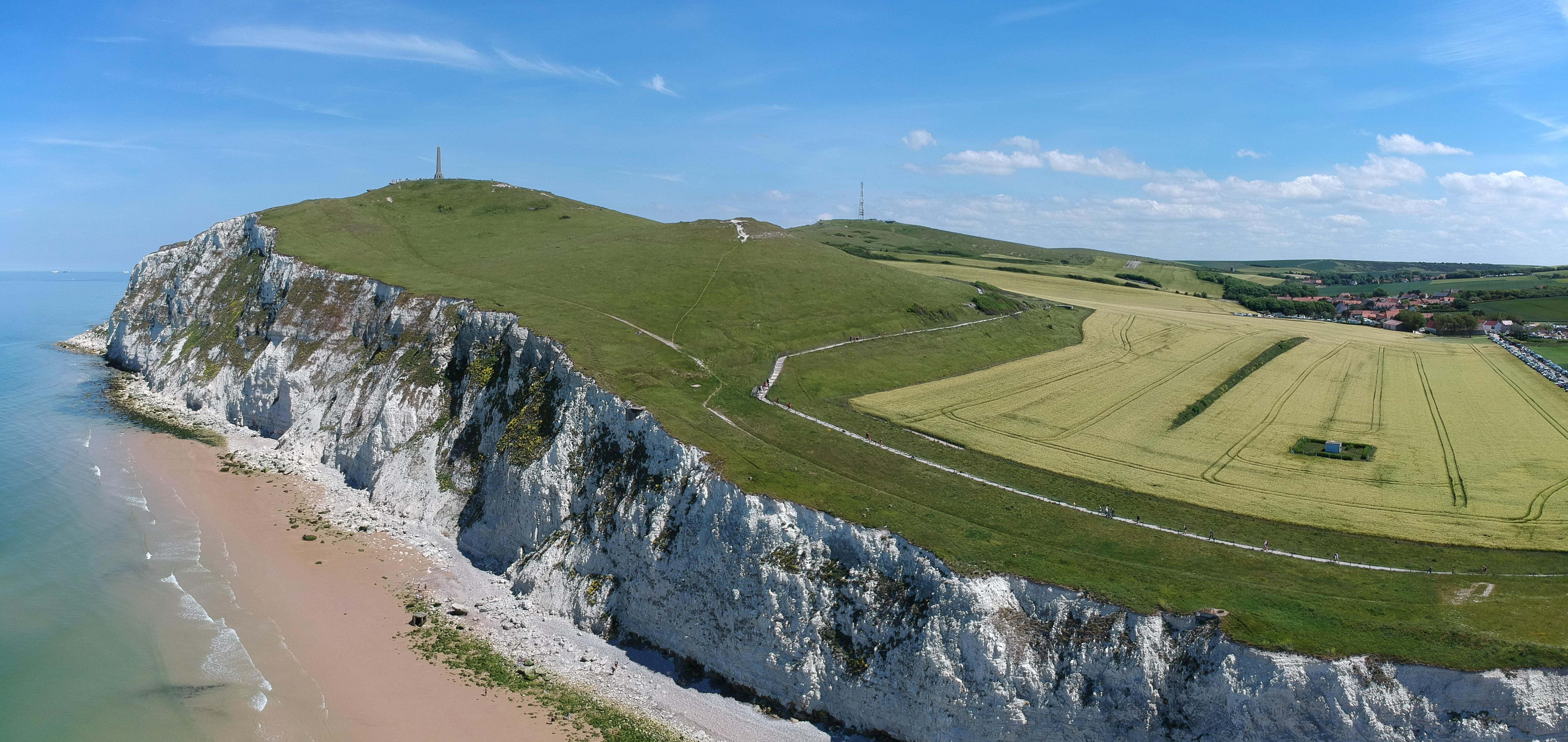
Une vue de ces « paysages des falaises d'Opale » et le cap Blanc-Nez.

La commune s'inscrit à la jonction de deux paysages régionaux tels qu’ils sont définis dans l’atlas de paysages de la région Nord-Pas-de-Calais, conçu par la direction régionale de l'Environnement, de l'Aménagement et du Logement (DREAL), :
- les « paysages des falaises d'Opale », qui concernent 30 communes, s'étendent le long de la côte, d'Équihen-Plage  à Sangatte, sur une bande d'environ 50 kilomètres de long et d'un maximum de 5 kilomètres de large, l'autoroute A 16 étant la frontière à l'est. Ils sont constitués, d'une part, par les falaises d'Opale où se trouve le grand site des Deux Caps qui, avec le cap Blanc-Nez, culmine à 150 mètres, ces falaises offrent un belvédère sur le détroit du Pas de Calais  avec la possibilité de voir les côtes d'Angleterre, et d'autre part, vers l'intérieur des terres, avec les paysages littoraux qui jouxtent ceux des coteaux calaisiens et du pays de Licques, d'un paysage alternant collines, vallons et bocages.

L'occupation des sols se répartit en 43 % de cultures pour les paysages arrière-littoraux, 20 % de sols artificialisés, 20 % de prairies et forêts et 10 % de plage.
Les crans constituent une des particularités de ces côtes à falaises. Les crans sont des vallées suspendues qui se sont retrouvées le « nez en l'air », soit du fait de l'affaissement du détroit du Pas de Calais, soit par la baisse du niveau de la mer comme le cran d'Escalles, le cran Mademoiselle, le cran Poulet, le cran Barbier, le cran des Sillers, le cran de Quette et le cran aux Œufs, situés, eux, sur la commune d'Audinghen.
Ces paysages sont traversés par trois fleuves côtiers, la Liane (Boulogne-sur-Mer), le Wimereux (Wimereux) et la Slack (Ambleteuse), et par le sentier de grande randonnée GR 120 ou GR littoral, appelé aussi sentier des douaniers, qui chemine le long de ces paysages et offre un magnifique panorama ;
- les « paysages des coteaux calaisiens et du pays de Licques » concernent 56 communes du Pas-de-Calais. Ces paysages s'étendent sur environ 30 km de long (est-ouest) et 15 km de large (nord-sud) et présentent deux sous-ensembles : les coteaux calaisiens au nord et le pays de Licques au sud. Les altitudes de ces paysages varient de 206 m dans le Pays de Licques, à 120 m dans l’ouest des coteaux Calaisiens, près de Guînes, et à 10 m dans l'est, près d'Audruicq[16].

Ces paysages recouvrent trois entités écopaysagères : les collines guînoises qui constituent le rebord septentrional de l'Artois, l'entité de Bredenarde qui appartient à la plaine maritime flamande, et la cuvette de Licques. Ils sont constitués de 59,70 % de cultures, de 17,30 % de forêts, de 15,11 % de prairies naturelles, permanentes, de 7,45 % d'espaces artificialisés, avec les quatre principales communes que sont Audruicq, Ardres, Guînes et Licques, de 0,27 % d'industries, et de 0,18 % de cours d'eau et plan d'eau.
Les éléments structurants de ces paysages sont la LGV Nord et l'A26, la rivière la Hem qui coule du sud vers le nord-est, les escarpements sur les coteaux du Calaisis et autour du pays de Licques et, d'ouest en est, les différents boisements comme la forêt de Guînes, le bois de l'Abbaye, la forêt de Tournehem et une partie de la forêt d'Éperlecques.

### Milieux naturels et biodiversité
La commune est proche (10 km) du grand site des Deux Caps avec les caps Blanc-Nez et Gris-Nez.

#### Espace protégé et géré
La protection réglementaire est le mode d’intervention le plus fort pour préserver des espaces naturels remarquables et leur biodiversité associée.
Dans ce cadre, le territoire de la commune fait partie d'un espace protégé : les prairies de la ferme aux Trois Sapins, d'une superficie de 272 ha, terrain géré (location, convention de gestion) par le Conservatoire d'espaces naturels des Hauts-de-France.

#### Zone naturelle d'intérêt écologique, faunistique et floristique
L’inventaire des zones naturelles d'intérêt écologique, faunistique et floristique (ZNIEFF) a pour objectif de réaliser une couverture des zones les plus intéressantes sur le plan écologique, essentiellement dans la perspective d’améliorer la connaissance du patrimoine naturel national et de fournir aux différents décideurs un outil d’aide à la prise en compte de l’environnement dans l’aménagement du territoire.
Le territoire communal comprend une ZNIEFF de type 1 : la prairie de la ferme des trois sapins, d’une superficie de 157 ha et d'une altitude variant de 2  à   13 mètres. La ZNIEFF, qui tire son nom d’une ferme présente anciennement à cet endroit, est constituée d’un complexe d’anciennes prairies humides, de roselières, cariçaies et mégaphorbiaies associées à de nombreux fossés et mares.

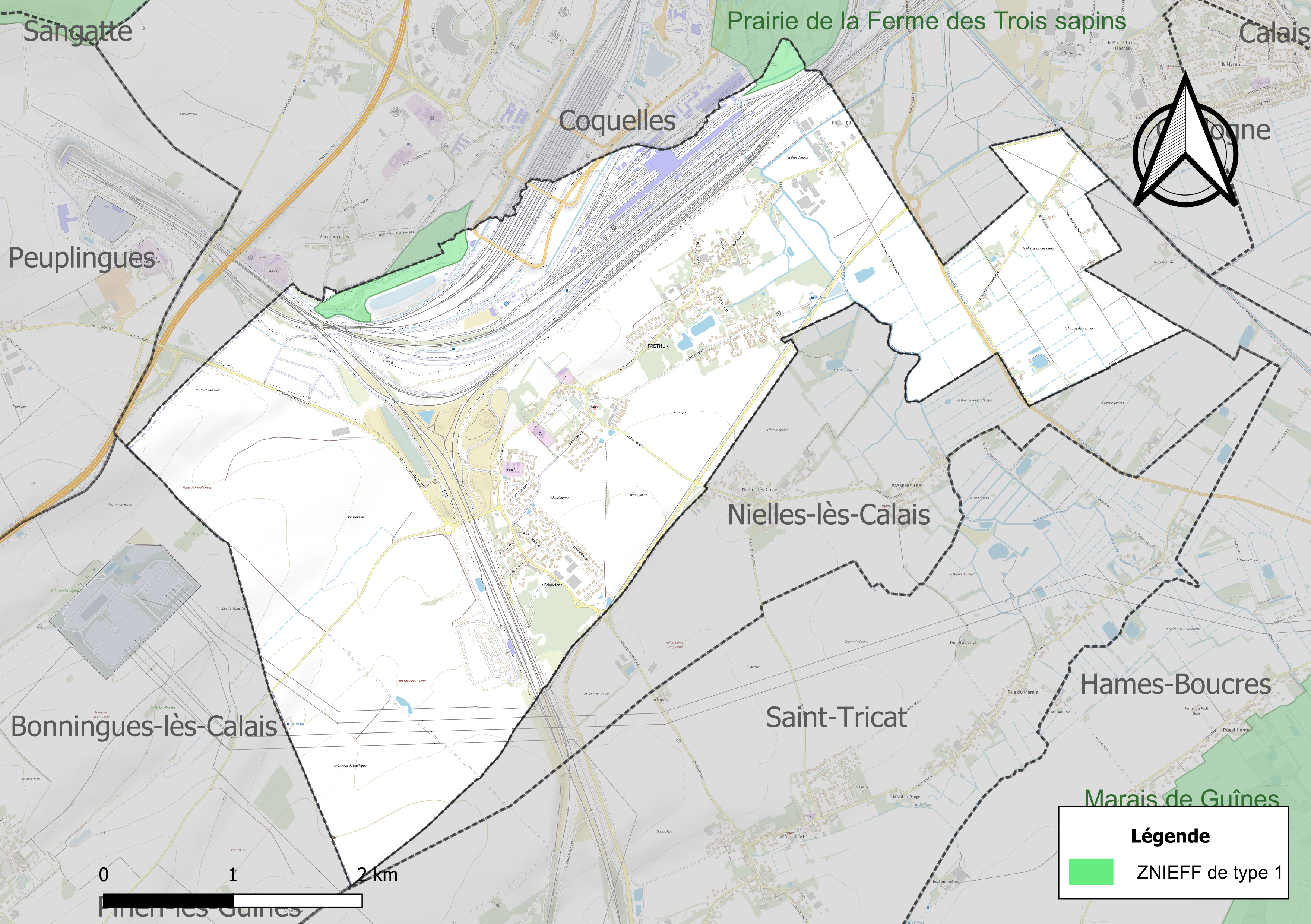
Carte de la ZNIEFF sur la commune.

#### Espèces faunistiques et floristiques
Le site de l’Inventaire national du patrimoine naturel (INPN) recense 301 espèces faunistiques et floristiques sur le territoire de la commune dont 92 protégées et 43 menacées.

## Urbanisme

### Typologie
Au 1er janvier 2024, Fréthun est catégorisée bourg rural, selon la nouvelle grille communale de densité à sept niveaux définie par l'Insee en 2022.
Elle appartient à l'unité urbaine de Calais, une agglomération intra-départementale regroupant six  communes, dont elle est une commune de la banlieue,,. Par ailleurs la commune fait partie de l'aire d'attraction de Calais, dont elle est une commune de la couronne,. Cette aire, qui regroupe 45 communes, est catégorisée dans les aires de 50 000 à moins de 200 000 habitants,.

### Occupation des sols
L'occupation des sols de la commune, telle qu'elle ressort de la base de données européenne d’occupation biophysique des sols Corine Land Cover (CLC), est marquée par l'importance des territoires agricoles (64,1 % en 2018), en diminution par rapport à 1990 (68,6 %). La répartition détaillée en 2018 est la suivante : 
terres arables (44 %), zones industrielles ou commerciales et réseaux de communication (30,9 %), zones agricoles hétérogènes (20,1 %), zones urbanisées (5 %). L'évolution de l’occupation des sols de la commune et de ses infrastructures peut être observée sur les différentes représentations cartographiques du territoire : la carte de Cassini (XVIIIe siècle), la carte d'état-major (1820-1866) et les cartes ou photos aériennes de l'IGN pour la période actuelle (1950 à aujourd'hui).

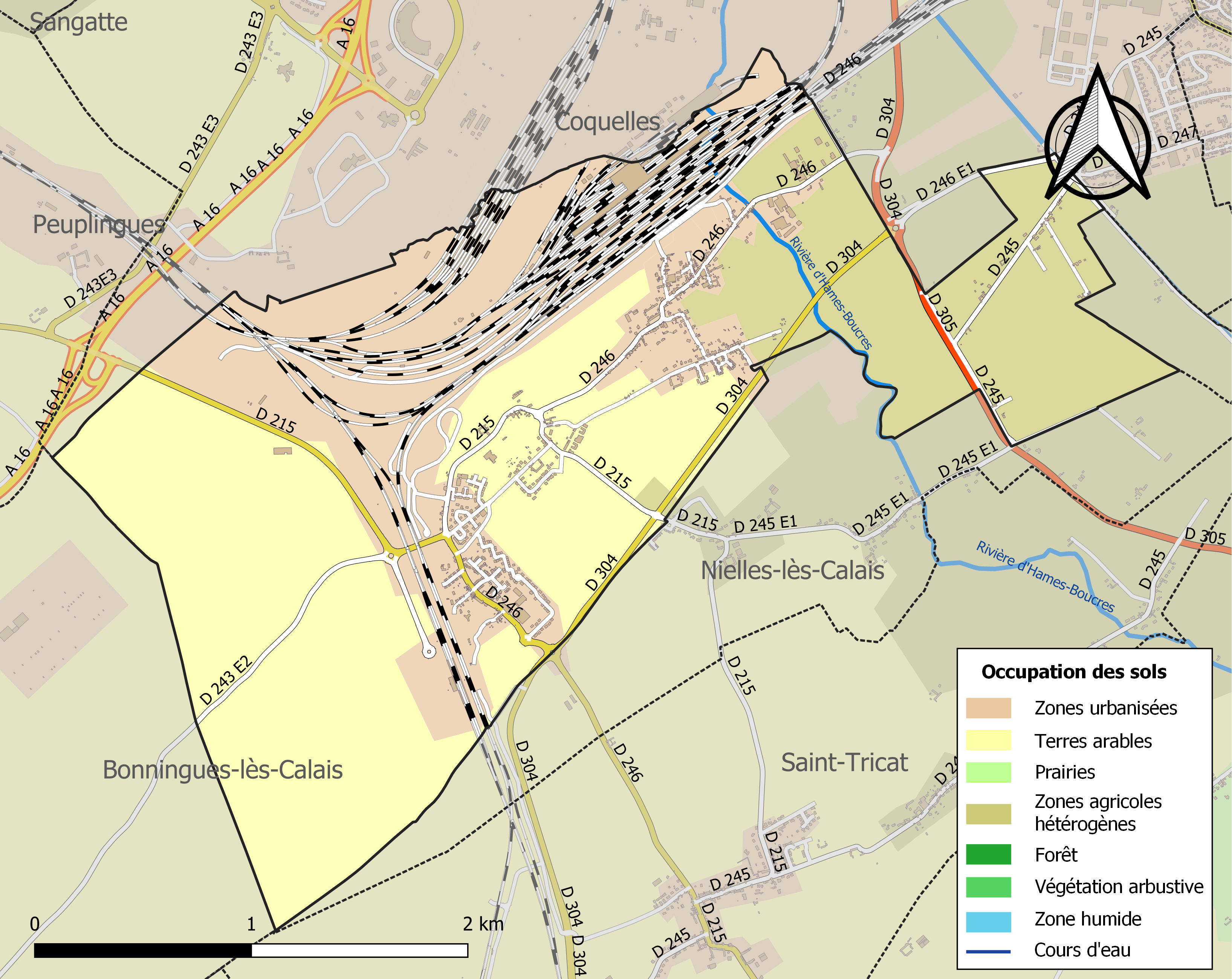
Carte des infrastructures et de l'occupation des sols de la commune en 2018 (CLC).

### Voies de communication et transports

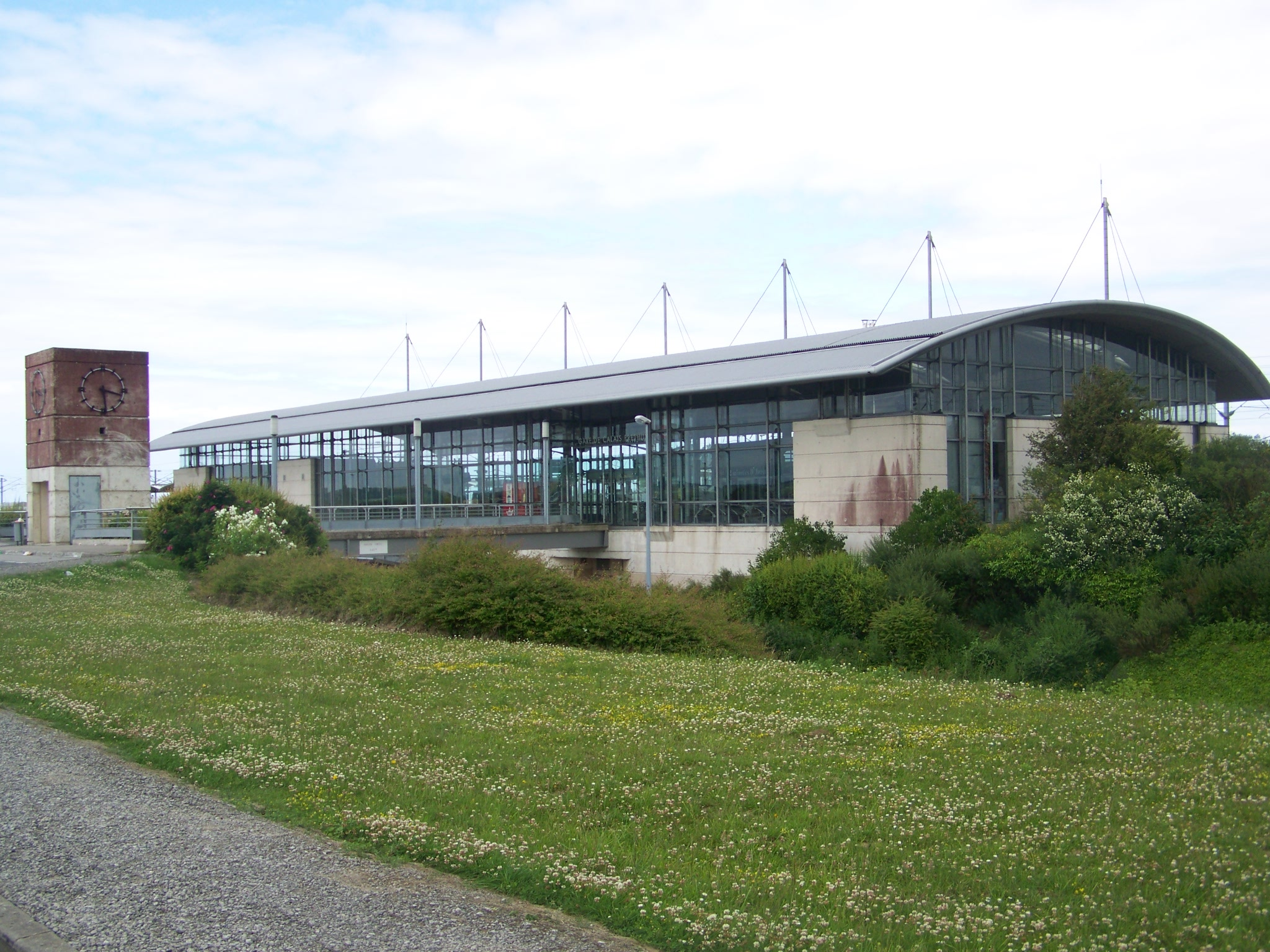
La gare.

#### Voies de communication
La commune est desservie par les routes départementales D 205, D 315 et est limitrophe de la sortie no 40 de l'autoroute A 16, appelée l'Européenne, reliant la région parisienne à la frontière avec la Belgique.

#### Transports
La commune est desservie par la gare TGV de Calais - Fréthun par des TGV assurant des liaisons entre la côte d'Opale, Lille et Paris. Des trains TER Hauts-de-France circulant entre Calais et Amiens desservent également la gare.
Fréthun est également desservie par les lignes 6 et 12 du réseau urbain Imag'in.

## Toponymie

### Attestations anciennes, actuelles et étrangères
Le nom de la localité est attesté sous les formes Fraitum, Fraittum en 1084 ; Fratum en 1119 ; Frettum en 1150 ; Fraitin en 1179 ; Fretin au XIIIe siècle ; Freitun en 1213 ; Frestun en 1296 ; Frétun en 1402 ; Froytone, Froytoun en 1556 ; Froiton en 1559 ; Frétunc en 1567; Fréthun en 1793 ; Frethun et Fréthun depuis 1801.
Fraaituin en néerlandais.

### Étymologie
Albert Dauzat, à la suite d’Auguste Longnon, analyse le second élément -thun comme étant le mot saxon tun « village » et « jardin, enclos, propriété enclose, habitation rurale entourée d'un mur », comprendre le vieux saxon tūn, exactement semblable au vieil anglais tūn qui a donné l'appellatif -ton dans les noms de lieux britanniques, ainsi que l'anglais moderne town « village, agglomération, ville ».
Il appartient à toute une série de toponymes en -thun du Boulonnais principalement, tels que Wadenthun, Landrethun, Raventhun, Offrethun, Terlincthun, Alincthun, Verlincthun, Baincthun, etc.
Le premier élément Fré- représente un anthroponyme, selon le cas général, dont la nature est plus difficile à déterminer. Albert Dauzat propose le nom de personne germanique Fraido ou plus précisément le vieux saxon *Fraitho ou *Fraitha.

## Histoire
En 1273, Frethun était une des douze pairies du comté de Guînes.
Fréthun était un village frontalier, aux impôts allégés, situé sur le territoire du royaume anglais, lorsque celui-ci avait une enclave en France (Calais est anglaise de 1347 à 1558, voir Histoire de Calais), à proximité du royaume de France et du duché de Bourgogne puis de l'empire espagnol.
Au lieu-dit « les Alleux », qui était autrefois une carrière de moellon appelée la « Carrière des Morts », furent découverts en 1912, de nombreux squelettes ainsi que des armes, suggérant la présence sur ce site d'un cimetière mérovingien.
En février 1352 le bourg est pris par les armées française. Son seigneur d'alors, Aimeri de Pavie, sans qu'on en connaisse aujourd'hui les raisons, est emmené à Saint-Omer pour y être torturé à mort. Son corps est ensuite découpé en quartiers et exposé aux portes de cette ville.
Cette conquête ne dut pas tenir longtemps, car dans les dernières années du XIVe siècle, un noble chevalier du village, Gillebert de Frethun, refusa de prêter serment de fidélité au roi d’Angleterre et vit « ardoir sa maison », ce qui signifie raser sa demeure sur les ordres d’Édouard III. Résolu de se venger, il mena pendant 13 ans, avec 2 vaisseaux et des gens de guerre, une lutte sans merci contre les Anglais. Après avoir remporté de nombreux succès contre la flotte anglaise, que le roi avait été obligé de mobiliser tout entière, il fut finalement tué en 1402.
Frethun faisait partie des paroisses proches de Calais occupées par les Anglais depuis le 4 août 1347, date à laquelle ceux-ci ont pris Calais. Elle est restée anglaise pendant 150 ans jusqu'à janvier 1558, date à laquelle les Français reprennent Calais (siège de Calais 1558).
Pendant la première guerre mondiale, Frethun est en 1917-1918 le siège d'un commandement d'étapes, c'est-à-dire un élément de l'armée organisant le stationnement de troupes, comprenant souvent des chevaux, pendant un temps plus ou moins long, sur les communes dépendant du commandement, en arrière du front. Le commandement d'étapes a ensuite été transféré à Coulogne le 1er décembre 1917, Frethun continuant à en faire partie. Coulogne, Coquelles, Sangatte, Marck composent ce commandement d'étapes et ont donc accueilli des troupes. Frethun dépend également du commandement d'étapes de Guînes.

## Politique et administration

### Découpage territorial
La commune se trouve, depuis 1962, dans l'arrondissement de Calais du département du Pas-de-Calais, auparavant, depuis 1801, elle se trouvait dans l'arrondissement de Boulogne-sur-Mer.

#### Commune et intercommunalités
La commune est membre de la communauté d'agglomération Grand Calais Terres et Mers.

#### Circonscriptions administratives
La commune est rattachée au canton de Calais-1. Avant le redécoupage cantonal de 2014, elle était, en 1801, rattachée au canton de Calais puis, depuis 1887, au canton de Calais-Nord-Ouest.

#### Circonscriptions électorales
Pour l'élection des députés, la commune fait partie de la septième circonscription du Pas-de-Calais.

### Élections municipales et communautaires

#### Liste des maires
| Période                                  | Période                   | Identité                                | Étiquette    | Qualité |
| ---------------------------------------- | ------------------------- | --------------------------------------- | ------------ | --- |
| Les données manquantes sont à compléter. |                           |                                         |              | |
| ?                                        | ?                         | Richard Auguste Parenty                 |              | |
| ?                                        | 1995                      | René Hochart                            |              | |
| 1995                                     | octobre 2017              | Catherine Fournier (fille du précédent) | DVD puis UDI | Conseillère générale du canton de Calais-Nord-Ouest (2006-2008) Réélue pour le mandat 2014-2020, Conseillère régionale des Hauts-de-France (2015-2021) Sénatrice du Pas-de-Calais (2017-2021) |
| octobre 2017                             | En cours (au 7 mars 2022) | Guy Heddebaux                           | DVD          | Fonctionnaire au conseil régional Conseiller départemental depuis 2021 Réélu pour le mandat 2020-2026,                                                                                        |

## Équipements et services publics

### Enseignement
La commune est située dans l'académie de Lille et dépend, pour les vacances scolaires, de la zone B.
Elle administre trois établissements l' école maternelle « Louis Pasteur » et deux écoles élémentaires, dont une en regroupement pédagogique intercommunal (RPI 93).

### Justice, sécurité, secours et défense
La commune dépend du tribunal de proximité de Calais, du conseil de prud'hommes de Calais, du tribunal judiciaire de Boulogne-sur-Mer, de la cour d'appel de Douai, du tribunal de commerce de Boulogne-sur-Mer, du tribunal administratif de Lille, de la cour administrative d'appel de Douai, du pôle nationalité du tribunal judiciaire de Boulogne-sur-Mer et du tribunal pour enfants de Boulogne-sur-Mer.

## Population et société

### Démographie
Les habitants de la commune sont appelés les Fréthunois.

#### Évolution démographique
L'évolution du nombre d'habitants est connue à travers les recensements de la population effectués dans la commune depuis 1793. Pour les communes de moins de 10 000 habitants, une enquête de recensement portant sur toute la population est réalisée tous les cinq ans, les populations de référence des années intermédiaires étant quant à elles estimées par interpolation ou extrapolation. Pour la commune, le premier recensement exhaustif entrant dans le cadre du nouveau dispositif a été réalisé en 2004.

En 2022, la commune comptait 1 393 habitants, en évolution de +8,15 % par rapport à 2016 (Pas-de-Calais : −0,72 %, France hors Mayotte : +2,11 %).
| 1793 | 1800 | 1806 | 1821 | 1831 | 1836 | 1841 | 1846 | 1851 |
| ---- | ---- | ---- | ---- | ---- | ---- | ---- | ---- | ---- |
| 264  | 244  | 346  | 443  | 507  | 524  | 495  | 488  | 458  |

| 1856 | 1861 | 1866 | 1872 | 1876 | 1881 | 1886 | 1891 | 1896 |
| ---- | ---- | ---- | ---- | ---- | ---- | ---- | ---- | ---- |
| 429  | 428  | 436  | 513  | 528  | 551  | 639  | 584  | 648  |

| 1901 | 1906 | 1911 | 1921 | 1926 | 1931 | 1936 | 1946 | 1954 |
| ---- | ---- | ---- | ---- | ---- | ---- | ---- | ---- | ---- |
| 655  | 724  | 746  | 832  | 822  | 886  | 758  | 767  | 857  |

| 1962 | 1968 | 1975 | 1982  | 1990  | 1999  | 2004  | 2006  | 2009  |
| ---- | ---- | ---- | ----- | ----- | ----- | ----- | ----- | ----- |
| 870  | 864  | 762  | 1 094 | 1 169 | 1 091 | 1 204 | 1 279 | 1 163 |

| 2014  | 2019  | 2022  | - | - | - | - | - | - |
| ----- | ----- | ----- | - | - | - | - | - | - |
| 1 293 | 1 389 | 1 393 | - | - | - | - | - | - |

#### Pyramide des âges
En 2018, le taux de personnes d'un âge inférieur à 30 ans s'élève à 37,7 %, soit au-dessus de la moyenne départementale (36,7 %). À l'inverse, le taux de personnes d'âge supérieur à 60 ans est de 20,1 % la même année, alors qu'il est de 24,9 % au niveau départemental.
En 2018, la commune comptait 663 hommes pour 692 femmes, soit un taux de 51,07 % de femmes, légèrement inférieur au taux départemental (51,50 %).
Les pyramides des âges de la commune et du département s'établissent comme suit.
| Hommes | Classe d’âge | Femmes |
| ------ | ------------ | ------ |
| 0,6    | 90 ou +      | 2,5    |
| 4,0    | 75-89 ans    | 5,6    |
| 14,0   | 60-74 ans    | 13,4   |
| 21,3   | 45-59 ans    | 19,0   |
| 21,9   | 30-44 ans    | 22,1   |
| 15,9   | 15-29 ans    | 14,8   |
| 22,4   | 0-14 ans     | 22,4   |

| Hommes | Classe d’âge | Femmes |
| ------ | ------------ | ------ |
| 0,5    | 90 ou +      | 1,6    |
| 5,6    | 75-89 ans    | 8,9    |
| 16,7   | 60-74 ans    | 18,1   |
| 20,2   | 45-59 ans    | 19,2   |
| 18,9   | 30-44 ans    | 18,1   |
| 18,2   | 15-29 ans    | 16,2   |
| 19,9   | 0-14 ans     | 17,9   |

## Culture locale et patrimoine

### Lieux et monuments
- L'église Saint-Michel, avec son clocher-porche, voit sa construction achevée en 1900. Elle remplace l'ancienne église, datant du Xe siècle, construite à l'extérieur du village et détruite en 1903[48]. Elle héberge deux éléments patrimoniaux, répertoriés dans la base Palissy, inscrits au titre d'objet des monuments historiques[49].
- Le monument aux morts, surmonté d'une croix de guerre[50].
- Le mémorial de l'Organisation du traité de l'Atlantique nord (OTAN).

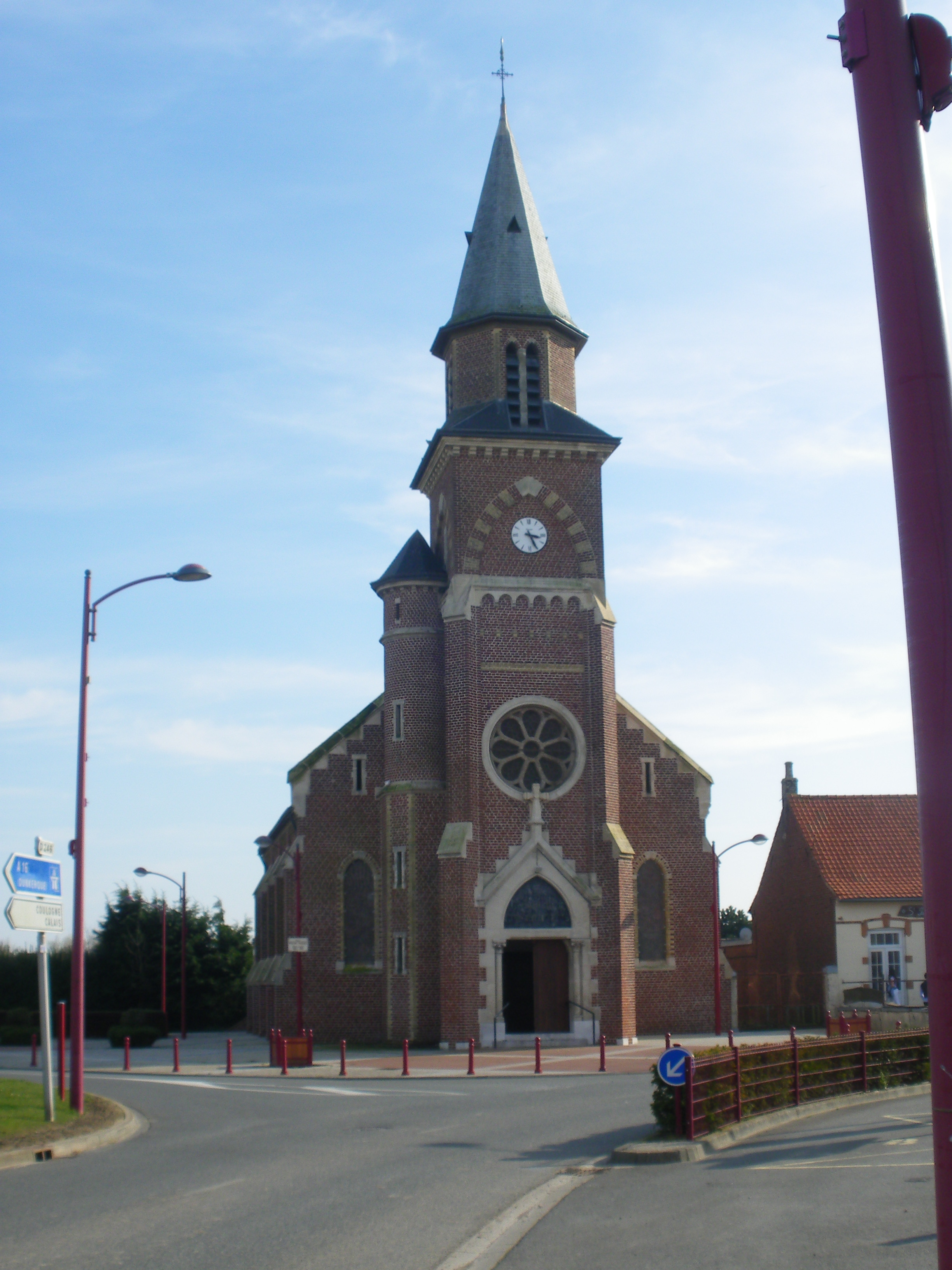
L'église.
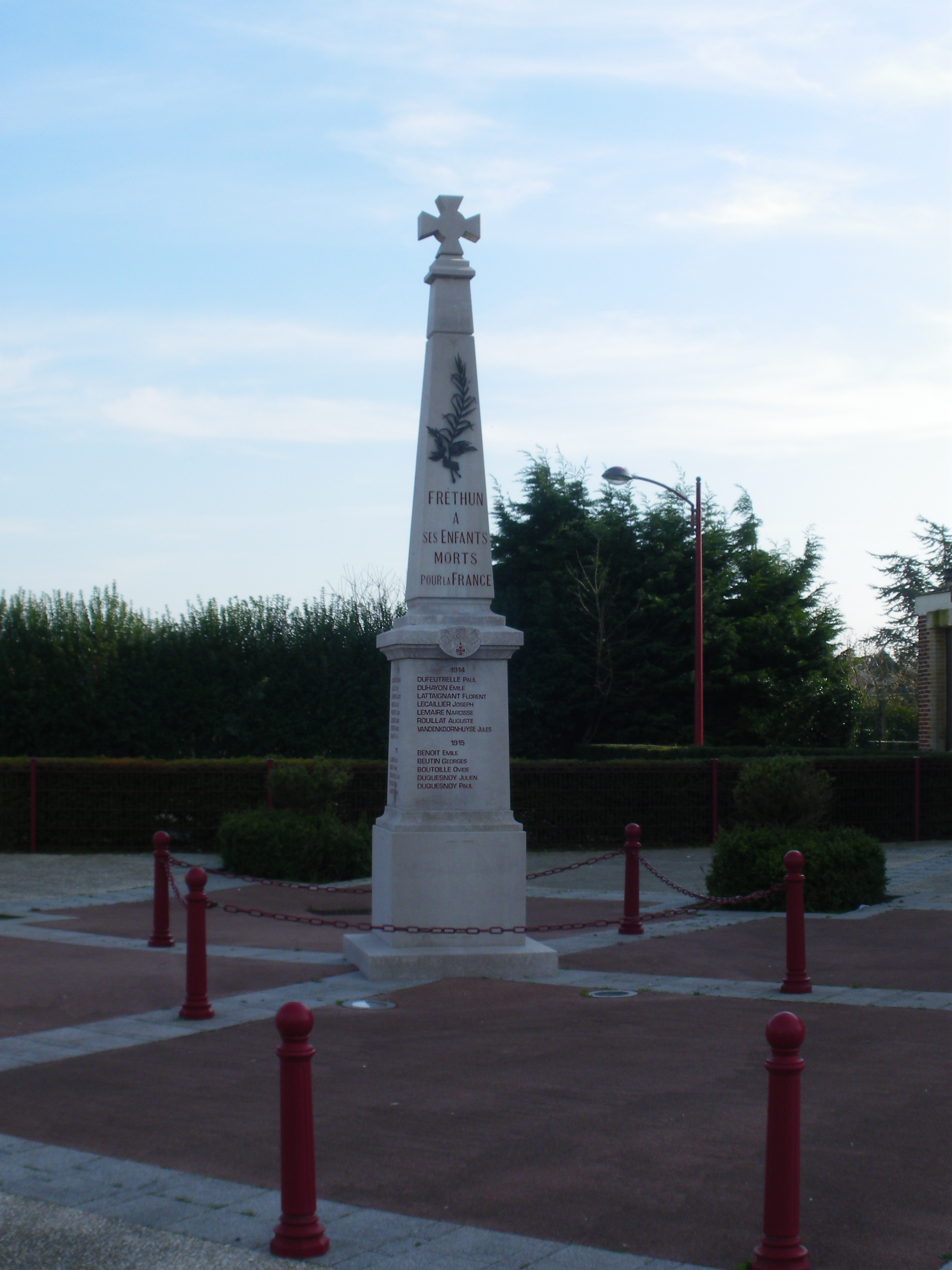
Le monument aux morts.
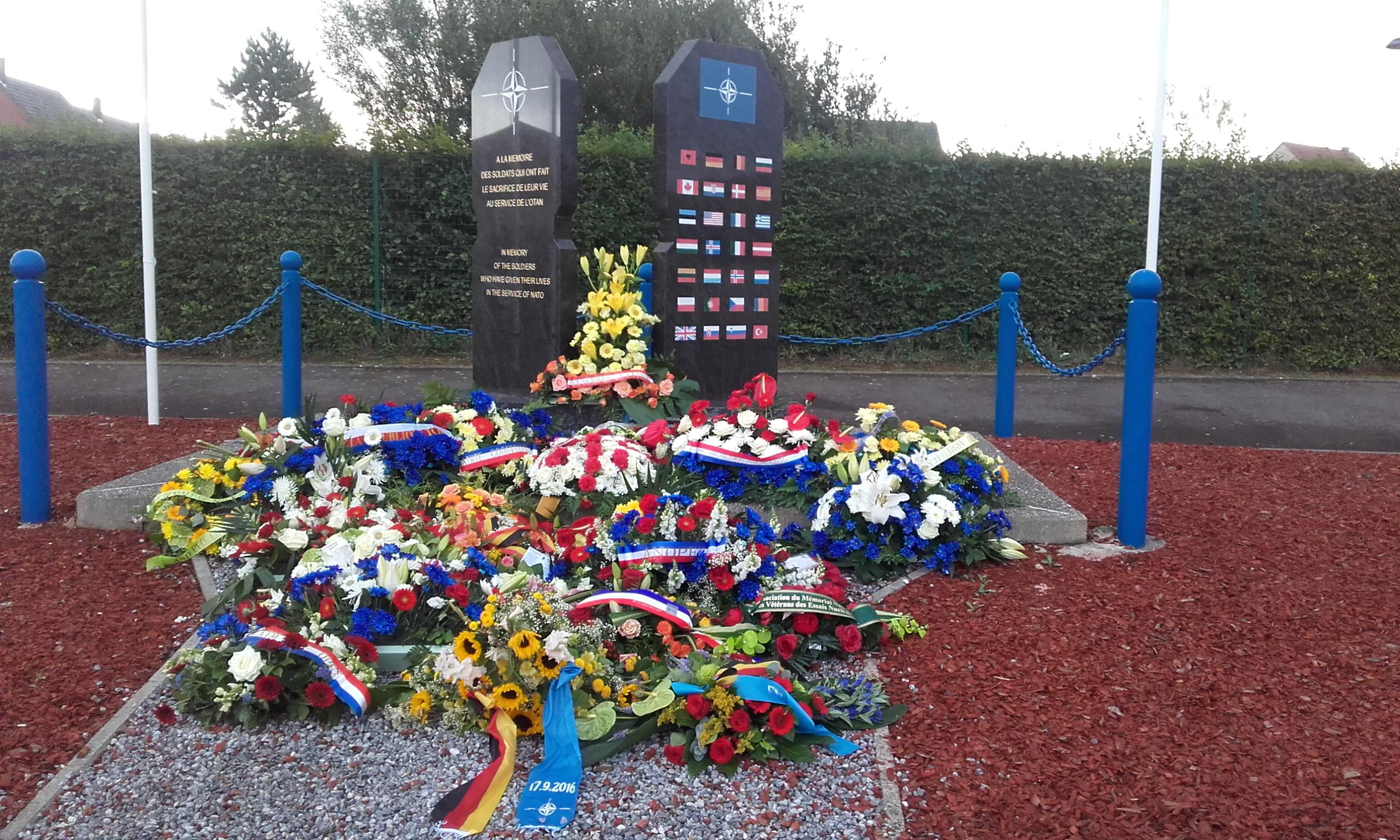
Le mémorial de l'OTAN.

### Personnalité liée à la commune
- François Bucaille (1749-1804), ecclésiastique et homme politique, mort à Fréthun
- Catherine Fournier (1955-2021), femme politique, morte à Fréthun.

### Héraldique
| Blason de Fréthun | Blason  | D'azur à trois tours cousues de gueules*, ajourées du champ et rangées en fasce ; au comble et à la champagne d'argent. |
| Blason de Fréthun | Détails | * Il y a là non-respect de la règle de contrariété des couleurs : ces armes sont fautives (gueules sur azur). Les Archives Départementales avaient proposé « d'azur à la fasce d'argent chargée de trois tours de gueules, ouvertes et maçonnées de sable » mais la commune préféra les armes des anciens seigneurs de la commune, les De Frethun, ou plus exactement De Fraitun, qui portaient « d’argent à la fasce d’azur chargée de trois tours carrées de gueules ». Adopté par la municipalité. |

## Pour approfondir